# Río Carrenleufú
Pour les articles homonymes, voir Palena.
Le Río Carrenleufú, encore appelé Río Palena ou Río Corcovado, est un fleuve de Patagonie qui parcourt les territoires de l'Argentine (province du Chubut) et du Chili (XIe région d'Aisen). Dans ce dernier pays, il porte le nom de Río Palena.
Avec ses gorges, ses rochers, ses forêts, son âpre beauté, le bassin et la vallée du Carrenleufú/Palena possèdent un potentiel touristique des plus importants.

## Géographie
Il naît en Argentine, dans l'ouest de la province de Chubut, à l'extrémité orientale du lac General Vintter (appelé lac Palena au Chili), à 43° 54′ de latitude sud et 71° 25′ de longitude ouest, en tant qu'émissaire de ce lac (cote 930). Il s'engage ainsi en territoire argentin en direction de l'est. Six kilomètres après sa sortie du lac General Vintter, il reçoit de gauche les eaux de l'arroyo Guacho, émissaire des lacs Guacho supérieur et Guacho.
Poursuivant sa route, il change bientôt de direction, adoptant progressivement d'abord une orientation vers le nord, puis vers l'ouest. Il baigne la petite ville argentine de Corcovado où il reçoit de droite les eaux du río Huemul, et traverse dès lors les Andes en direction du Chili. Son cours argentin est très tourmenté et comporte de nombreux méandres. Il franchit des gorges et des rapides ; son lit se rétrécit fortement à plusieurs endroits et plusieurs sites paraissent idéaux pour l'établissement d'installations hydroélectriques.
À mi-chemin entre Corcovado et la frontière, il reçoit en rive droite son affluent argentin principal, le Río Hielo, qui double presque son débit.
Après avoir traversé la frontière argentino-chilienne, et ayant alors changé de nom, il descend progressivement, tout en grossissant considérablement. Il reçoit à La Junta, en rive gauche, les eaux de son affluent le plus important, le Río Figueroa (nom chilien pour le cours inférieur du Río Pico argentin). Après avoir formé un long estuaire, il termine son cours en se jetant dans le golfe de Corcovado (Océan Pacifique), face aux îles les plus septentrionales de l'archipel de Chonos, au niveau de la localité de Bajo Palena, non loin du port Raúl Marín Balmaceda.

## Navigabilité
La Palena chilienne est navigable sur toute sa longueur, de la cordillère à la mer, et sa dernière partie de 80 kilomètres peut également être parcourue en kayak de mer, sport pour lequel ce fleuve est une référence au niveau mondial.

## Affluents

### En Argentine
- L'arroyo Guacho, émissaire des lacs Guacho supérieur et Guacho (rive gauche)
- L'arroyo Loro, émissaire du lac Los Niños (rive droite)
- Le río Huemul (rive droite)
- Le río Hielo (rive droite)

### Au Chili
- Le río Tigre (rive gauche) dont le cours supérieur se trouve en Argentine et porte le nom de río Engaño.
- Le río Figueroa (rive gauche) dont le cours supérieur argentin porte le nom de río Pico.
- Le río Melimoyu (rive gauche) qui conflue dans le río Palena à peu de distance de son estuaire dans la zone dite des canaux.

## Précipitations et débit
Le bassin versant du fleuve s'étend au total sur 12 887 km2 dont 43,5 % en Argentine (bassins supérieurs des ríos Carrenleufú et Pico), et le reste au Chili.
Son débit est de 700 m3/s au niveau de son estuaire.
Traversant des zones très arrosées, son débit est très élevé proportionnellement à la taille assez moyenne de son bassin versant, caractéristique partagée par tous les cours d'eau andins de Patagonie.
La surface de son bassin supérieur (argentin) est de 3 154 km2. Au sein de ce bassin supérieur, la hauteur des précipitations annuelles va de 500 mm à l'extrémité orientale, plus sèche car plus proche de la meseta patagonienne, à 2 000 mm à l'ouest aux abords de la frontière chilienne, la moyenne étant d'à peu près 1 200 mm. Au Chili, les précipitations sont encore plus importantes, mais aucune donnée précise n'est disponible.
Déjà au départ, à la sortie du lac General Vintter, le débit du Río Carrenleufú est estimé à 25,68 m3/s.
Il passe à 94 m3/s à la frontière argentino-chilienne .

## La pêche
Le río Carrenleufú est réputé pour sa richesse en salmonidés. On peut y faire des prises de plusieurs kilos. Il faut citer la truite arc-en-ciel (Oncorhynchus mykiss), la truite fario (Salmo trutta), l'omble de fontaine (Salvelinus fontinalis), et aussi le saumon royal (Oncorhynchus tshawytscha) appelé ici salmón del Pacifico . Comme poisson autochtone, le río Carrenleufú héberge également le Puyén grande (Galaxias platei) .

## Écologie - Tourisme
Tant la partie argentine du bassin que sa partie chilienne ont un potentiel touristique considérable. La pêche récréative est actuellement son attraction principale.
Afin de protéger la flore et la faune natives, plus de 12 000 hectares aux alentours du lac Rosselot au Chili, et quelque 50 000 hectares du lac General Vintter/Palena ont été déclarés Áreas Silvestres Protegidas (aires sylvestres protégées). Ces étendues constituent des refuges pour le puma, le huemul ou cerf du sud des Andes et le pudu, de même pour le condor des Andes, l'ibis mandore et le caracara à crête, parmi bien d'autres oiseaux.

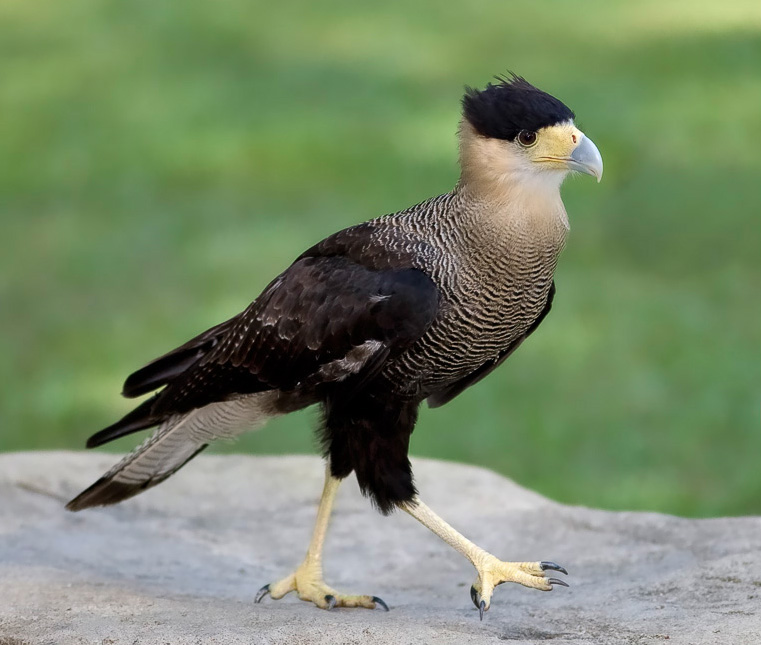
Polyborus plancus ou caracara à crête.
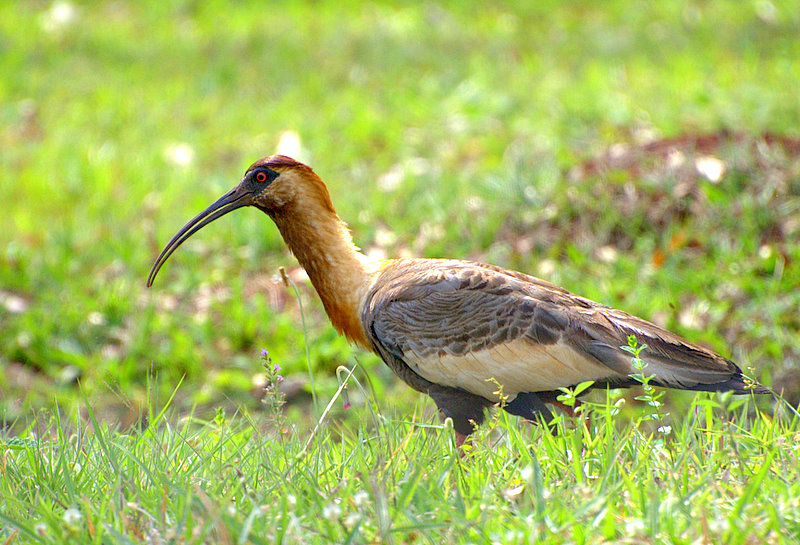
ibis mandore ou curicaca.
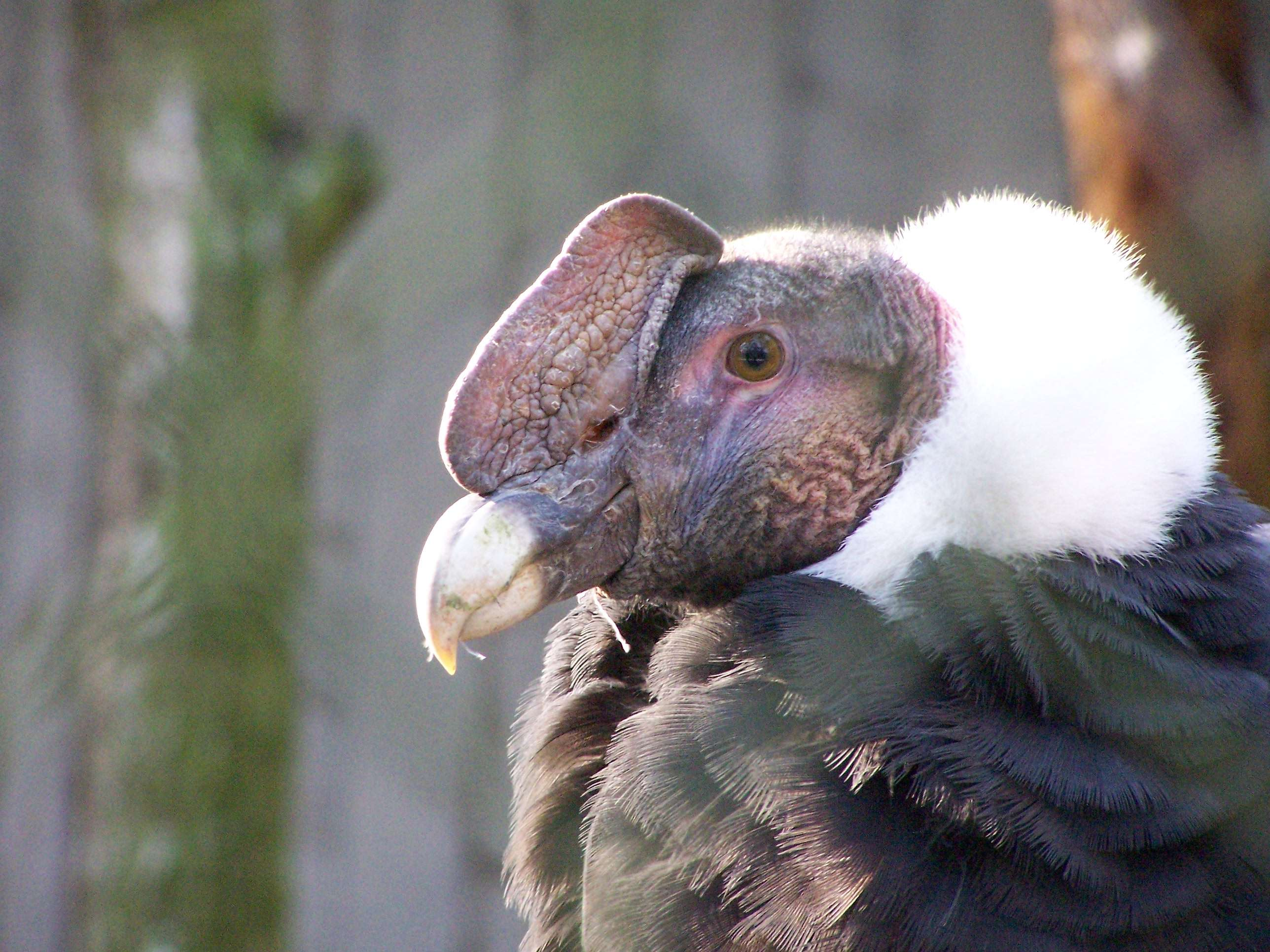
Détail de la tête d'un condor des Andes mâle.

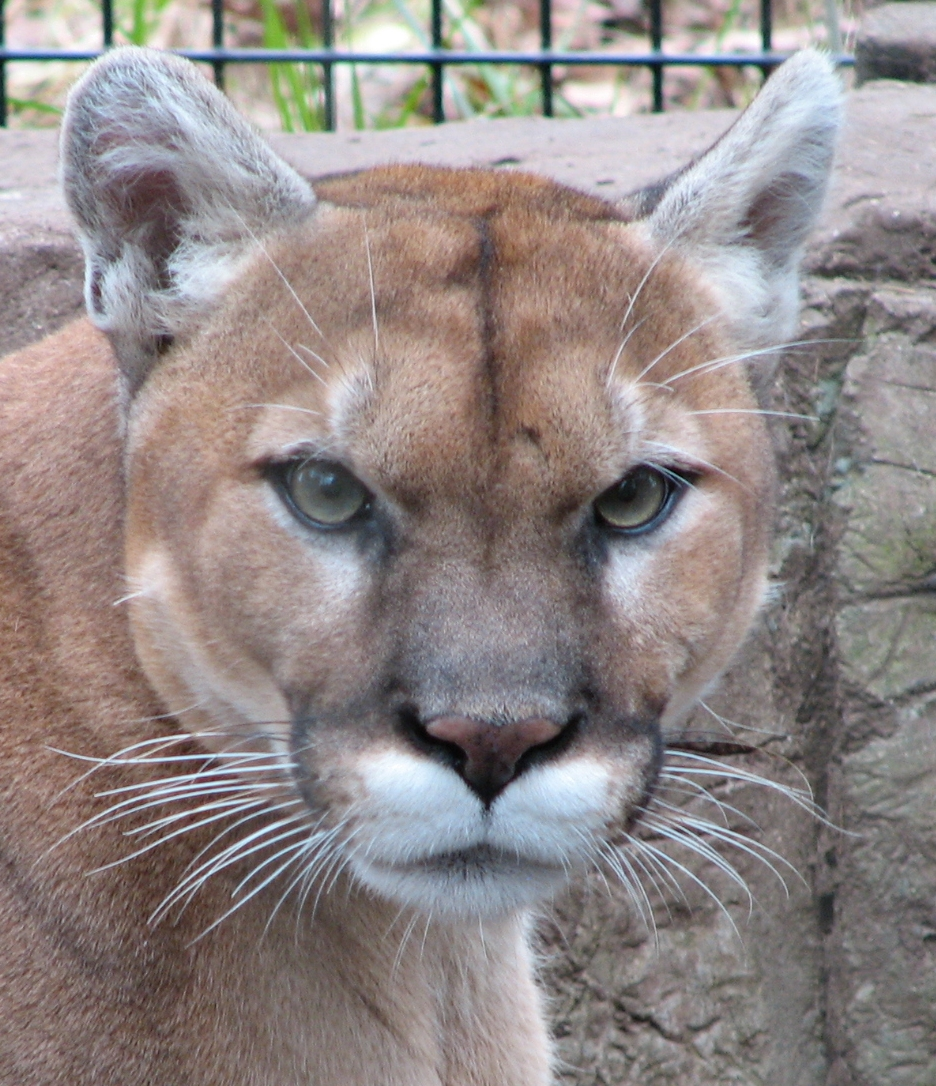
Tête de Puma (Puma concolor).
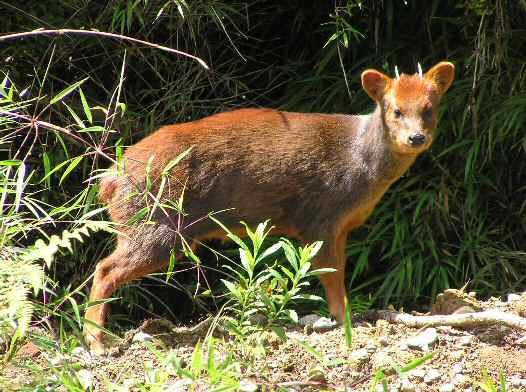
Pudu (Pudu puda) male.
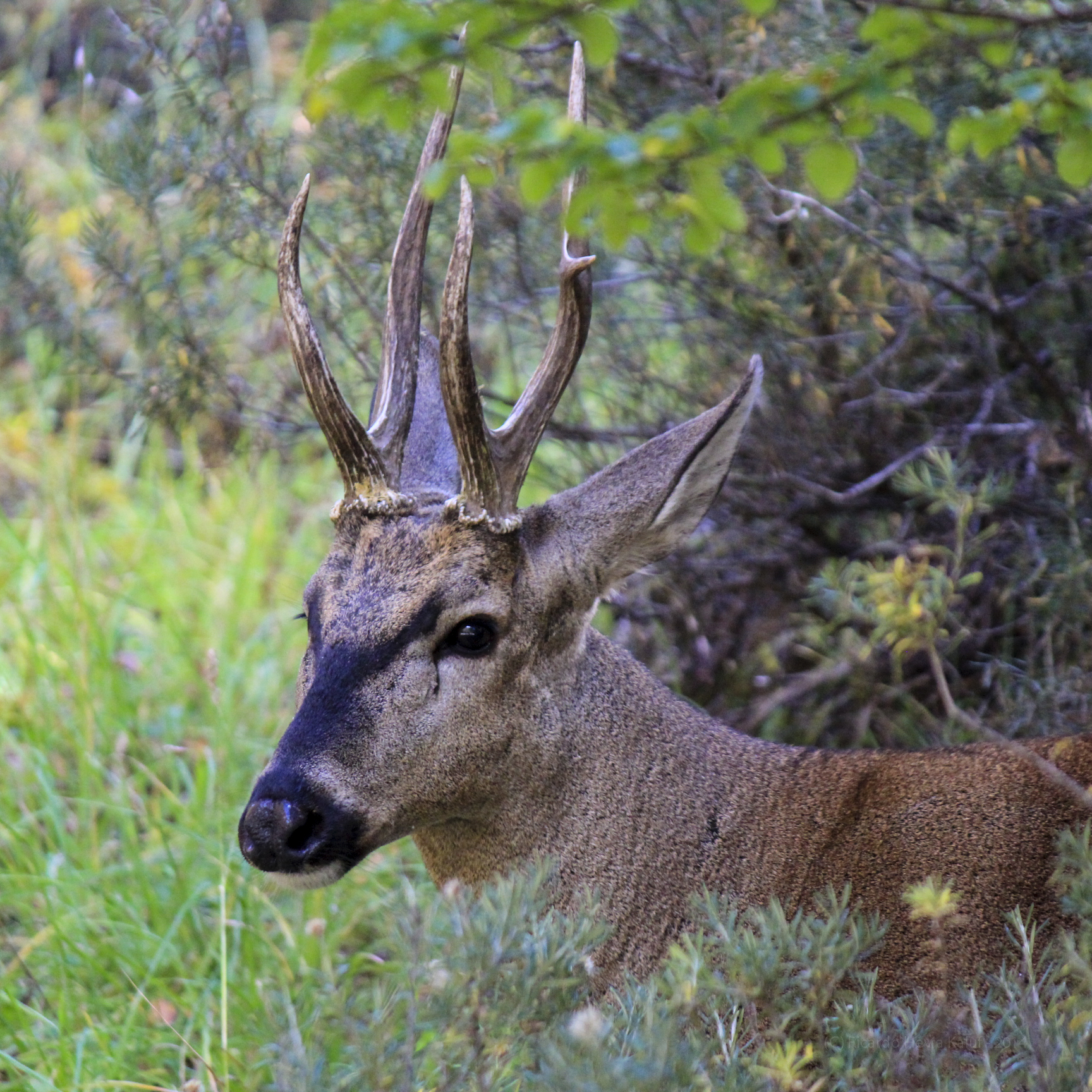
huemul ou cerf du sud des Andes.

## Les menaces - Barrages projetés
En Argentine (province du Chubut), six barrages avec usines hydroélectriques sont prévus et budgétés depuis 2004 :
| Barrage     | Puissance (en kW) | Coût (millions de US$) | Superficie inondée (km2) |
| ----------- | ----------------- | ---------------------- | ------------------------ |
| Jaramillo   | 14                | 59,989                 | 23,00                    |
| Carida      | 42                | 117,010                | 0,75                     |
| La Elena    | 100               | 140,083                | 17,00                    |
| Carrenleufu | 115               | 173,575                | 20,20                    |
| Río Hielo   | 50                | 83,325                 | 18,00                    |
| Frontera    | 80                | 109,082                | 3,65                     |

Ainsi sur les 3 154 km2 de ce petit bassin, près de 83 se verraient inondés (2,6 % du bassin), ce qui est une surface considérable, d'autant plus qu'il s'agit de terres du fond des vallées, les seules utilisables pour l'agriculture.
Ces projets se heurtent à une vive résistance de la communauté mapuche nombreuse dans la région de Corcovado, et particulièrement attachée aux terres, vouées à l'inondation, mais occupées depuis des générations par leurs ancêtres.